# Gunnar Weman
Nils Gunnar Ludvig Weman, född 25 februari 1932 i Uppsala, död 24 februari 2024 i Sigtuna, var en svensk präst och ärkebiskop inom Svenska kyrkan 1993–1997.
Weman prästvigdes 1958 och var därefter präst i Sigtuna, Skog (i Hälsingland) och Uppsala innan han 1959 blev student- och studiesekreterare i Svenska kyrkans missionsstyrelse i Uppsala. Mellan 1964 och 1984 var han åter präst i Sigtuna, först som kyrkoadjunkt och från 1969 som kyrkoherde. Från 1985 till 1986 var han direktor och chef för Svenska kyrkans nämnd för gudstjänstliv och evangelisation. Han blev därefter biskop i Luleå stift och 1993 ärkebiskop i Uppsala stift. Weman pensionerades 1997. Han är begraven på Sigtuna kyrkogård.
Han han var även under en tid utrikessekreterare i Riksförbundet Kyrklig ungdom och i Sveriges kristliga studentrörelse och ledamot av Svenska kyrkans missionsstyrelse och dess arbetsutskott. Genom olika uppdrag arbetade han aktivt för Svenska kyrkans gudstjänstförnyelse och var bland annat sekreterare i Svenska kyrkans liturgiska nämnd. År 2006 blev han teologie doktor på en avhandling med titeln Nutida gudstjänst och medeltida kyrkorum. Förhållandet mellan det sena 1900-talets liturgireform och det medeltida gudstjänstrummet i Svenska kyrkan.
Gunnar Weman var son till Henry Weman, som var domkyrkoorganist i Uppsala, och dotterson till Ludvig Stavenow, som först var rektor för Göteborgs högskola och därefter för  Uppsala universitet.